# Capa física d'Ethernet
| |                                                               |
| Un connector estàndard 8P8C (sovint anomenat RJ45) que s'utilitza més habitualment en el cable de categoria 5, un dels tipus de cablejat utilitzat a les xarxes Ethernet |                                                               |
| Estàndard | IEEE 802.3 (1983 en endavant)                                 |
| Mitjans físics | Cable coaxial, parell trenat, fibra òptica                    |
| Topologia de xarxa | Punt a punt, estrella, autobús                                |
| Variants principals | 10BASE5, 10BASE2, 10BASE-T, 100BASE-TX, 1000BASE-T, 10GBASE-T |
| Distància màxima | 100 m sobre parell trenat, fins a 100 km sobre fibra òptica   |
| Mode de funcionament | diferencial (equilibrat), òptic, unilateral                   |
| Velocitat de bits màxima | 1 Mbit/s fins a 400 Gbit/s                                    |
| Nivells de tensió | ± 2,5 V (parell més trenat)                                   |
| Tipus de connectors comuns | 8P8C, LC, SC, ST                                              |

Comparació de tecnologies Ethernet basades en parells trenats.

Les especificacions de la capa física de la família Ethernet d'estàndards de xarxes d'ordinadors són publicades per l'Institut d'Enginyers Elèctrics i Electrònics (IEEE), que defineix les propietats elèctriques o òptiques i la velocitat de transferència de la connexió física entre un dispositiu i la xarxa o entre dispositius de xarxa. Es complementa amb la capa MAC i la capa d'enllaç lògic.
La capa física Ethernet ha evolucionat al llarg de la seva existència a partir de 1980 i abasta múltiples interfícies de mitjans físics i diversos ordres de magnitud de velocitat des d'1 Mbit/s fins a 400 Gbit/s. El medi físic va des de cable coaxial voluminós fins a parell trenat i fibra òptica amb un abast estandarditzat de fins a 80 km. En general, el programari de pila de protocols de xarxa funcionarà de manera similar a totes les capes físiques.
Molts adaptadors Ethernet i ports de commutació admeten múltiples velocitats mitjançant la negociació automàtica per establir la velocitat i el dúplex per als millors valors admesos pels dos dispositius connectats. Si l'autonegociació falla, alguns dispositius de velocitat múltiple detecten la velocitat utilitzada pel seu soci, però això pot provocar un desajustament dúplex. Amb rares excepcions, un port 100BASE-TX (10/100) també admet 10BASE-T mentre que un port 1000BASE-T (10/100/1000) també admet 10BASE-T i 100BASE-TX. La majoria dels ports 10GBASE-T també admeten 1000BASE-T, alguns fins i tot 100BASE-TX o 10BASE-T. Tot i que pràcticament es pot confiar en la negociació automàtica per a Ethernet sobre parell trenat, pocs ports de fibra òptica admeten múltiples velocitats. En qualsevol cas, fins i tot les interfícies de fibra de velocitat múltiple només admeten una única longitud d'ona (per exemple, 850 nm per a 1000BASE-SX o 10GBASE-SR).
El 2007 ja s'utilitzava 10 Gigabit Ethernet tant a les xarxes empresarials com a les d'operadors, amb 40 Gbit/s i 100 Gbit/s Gigabit Ethernet ratificats. El 2017, les incorporacions més ràpides a la família Ethernet van ser 200 i 400 Gbit/s. Desenvolupament de 800 Gbit/s i 1,6 Els estàndards Ethernet Tbit/s van començar el 2021.

## Subcapes
Començant amb Fast Ethernet, les especificacions de la capa física es divideixen en tres subcapes per tal de simplificar el disseny i la interoperabilitat:
- PCS (Physical Coding Sublayer) - Aquesta subcapa realitza auto-negociació i codificació bàsica (per exemple, 8b/10b), separació de carrils i recombinació. Per a Ethernet, la taxa de bits a la part superior del PCS és la taxa de bits nominal, per exemple, 10 Mbit/s per a Ethernet clàssic o 1000 Mbit/s per a Gigabit Ethernet.
- PMA (subcapa d'adhesió al medi físic): aquesta subcapa realitza l'enquadrament PMA, la sincronització/detecció d'octets i la codificació/descodificació polinomial.
- PMD (subcapa dependent del medi físic): aquesta subcapa consta d'un transceptor per al medi físic.